# 1995 год в авиации
Список событий в авиации в 1995 году.

## События
- 31 марта — первый полёт ближнемагистрального пассажирского самолёта М-101Т «Гжель»
- 2 июня — Инцидент у Мрконич-Града.
- 22 июня — первый полёт лёгкого самолёта Авиатика–МАИ–910.
- 1 августа — первый полёт Ил-76МФ модификации самолёта Ил-76МД.
- 11 августа — первый полёт пассажирского самолёта Embraer ERJ 145.
- 27 ноября — создана российская авиакомпания «Ист Лайн Эйр».

### Без точной даты
- Основана авиакомпания Airlink.
- Основана авиакомпания Amerer Air.

## Персоны

### Скончались
- 16 июня — Владимир Алексенко, советский военачальник, генерал-лейтенант, дважды Герой Советского Союза.
- 31 июля — Николай Дмитриевич Кузнецов, советский генеральный конструктор авиационных и ракетных двигателей, действительный член АН СССР и РАН. Дважды Герой Социалистического Труда, почётный гражданин города Куйбышев(1982 год).